# Llanes
Llanes is een gemeente in de Spaanse provincie en regio Asturië met een oppervlakte van 263,59 km². Llanes telt 13.841 inwoners (1 januari 2016) en is de hoofdstad van de comarca Oriente.

## Demografische ontwikkeling
Bron: INE; 1857-2011: volkstellingen